# نورتفیلد (حوزه سرشماری)، ماساچوست
نورتفیلد (به انگلیسی: Northfield) یک منطقهٔ مسکونی در ایالات متحده آمریکا است که در شهرستان فرانکلین، ماساچوست واقع شده‌است. نورتفیلد ۱۱٫۶ کیلومتر مربع مساحت و ۱٬۰۸۹ نفر جمعیت دارد و ۹۰ متر بالاتر از سطح دریا واقع شده‌است.